# Millettia sericea
Millettia sericea är en ärtväxtart som beskrevs av George Bentham. Millettia sericea ingår i släktet Millettia och familjen ärtväxter. Inga underarter finns listade i Catalogue of Life.